# タンク機関車
タンク機関車（タンクきかんしゃ）とは、蒸気機関車の一種で水、石炭を機関車本体に積載する形態の機関車を指す。

## 特徴
タンク機関車の特長は、一部を除き小型のものが多く小回りが利く上、後部の視界も良くバック運転（逆機）が容易であることから、路線を選ばず使用ができることである。
欠点としては、燃料積載容量が少ないことから長距離運行には適さず、また動輪上に直接水と燃料の重量がかかるため、水や燃料の残量が少なくなると軸重が落ちて牽引力が下がってしまう、などがある。よって、世界各国をはじめ日本の鉄道省や国鉄でも長距離輸送ではほとんど用いられなかった。
逆に、都市近郊の頻繁運転、ローカル線、短距離の私鉄路線、産業用鉄道のように、走行距離が短く石炭や水をすぐに補給できる環境では広く用いられ、また小回りが利くことを生かした構内の貨車や客車の入換、大馬力を要する長大編成列車の発車の補機、故障車の牽引等にも力を発揮した。
タンク機関車と反対に、水・石炭を別の車両（炭水車）に積載する形態のものをテンダー機関車という。ただし、蒸気機関車の歴史上においては、テンダー機関車であっても水タンクを設置して、その重量を粘着性能向上に活用する例が、勾配線区用の機関車を中心に見られている。

## 種類
水の積載方法については、次の5つがある。
サドルタンク
水タンクが鞍のように機関車中央のボイラーを跨ぐように設置されているタイプ。
パニアタンク
2つの水タンクがボイラーを挟み込むように設置されているタイプ。
サイドタンク
パニアタンクに似ているが、水タンクが台枠上まで設置位置が下がっているタイプ。もっとも標準的な方式。
リヤタンク
水タンクが運転室後部の石炭庫の下に設置されているタイプ。
ウェルタンク
台枠を補強の上、その一部を仕切って箱状にし、水タンクに流用したタイプ。